# 惠勒鎮區 (愛荷華州萊昂縣)
惠勒鎮區（英語：Wheeler Township）是位於美國愛荷華州萊昂縣的一個行政鎮區。

## 地方資料
根據2010年美國人口普查的數據，惠勒鎮區的面積為88.04平方千米，當中陸地面積為88.04平方千米，而水域面積為0.02平方千米。當地共有人口1157人，而人口密度為每平方千米13.14人。